# Вітон (Канзас)
Вітон (англ. Wheaton) — місто (англ. city) в США, в окрузі Поттаватомі штату Канзас. Населення — 98 осіб (2020).

## Географія
Вітон розташований за координатами 39°30′8″ пн. ш. 96°19′7″ зх. д. / 39.50222° пн. ш. 96.31861° зх. д. (39.502205, -96.318574).  За даними Бюро перепису населення США в 2010 році місто мало площу 0,38 км², з яких 0,38 км² — суходіл та 0,00 км² — водойми.

## Демографія
Згідно з переписом 2010 року, у місті мешкало 95 осіб у 34 домогосподарствах у складі 24 родин. Густота населення становила 248 осіб/км².  Було 51 помешкання (133/км²).
Расовий склад населення:
| - 97,9 % — білих - 2,1 % — осіб інших рас |

До двох чи більше рас належало 0,0 %. Частка іспаномовних становила 8,4 % від усіх жителів.
За віковим діапазоном населення розподілялося таким чином: 33,7 % — особи молодші 18 років, 52,6 % — особи у віці 18—64 років, 13,7 % — особи у віці 65 років та старші. Медіана віку мешканця становила 39,5 року. На 100 осіб жіночої статі у місті припадало 106,5 чоловіків;  на 100 жінок у віці від 18 років та старших — 90,9 чоловіків також старших 18 років.
Середній дохід на одне домашнє господарство  становив 66 709 доларів США (медіана — 74 375), а середній дохід на одну сім'ю — 74 803 долари (медіана — 75 500). За межею бідності перебувало 3,2 % осіб, у тому числі 0,0 % дітей у віці до 18 років та 0,0 % осіб у віці 65 років та старших.
Цивільне працевлаштоване населення становило 49 осіб. Основні галузі зайнятості: освіта, охорона здоров'я та соціальна допомога — 26,5 %, транспорт — 22,4 %, будівництво — 18,4 %.